# Every Little Thing
Pour les articles homonymes, voir Every Little Thing (homonymie) et ELT.
Every Little Thing, surnommé ELT, est un groupe de J-pop, qui débute en 1996 et connait rapidement le succès au Japon. Il se compose de la chanteuse Kaori Mochida (持田香織, née le 24 mars 1978), du guitariste Ichirō Itō (伊藤一朗, né le 10 novembre 1967), et du claviériste et auteur-compositeur Mitsuru Igarashi (五十嵐 充, né le 17 mai 1969). Ce dernier, fondateur et producteur du groupe, le quitte en 2000 pour produire le nouveau groupe day after tomorrow, laissant ELT continuer en duo et passer de la synthpop au soft rock. Les chansons du groupe sont souvent utilisées dans des feuilletons télévisés, films ou publicités, et sa chanteuse pose parfois dans des magazines de mode.

## Histoire

### Origines
Ichirō Itō, qui souhaitait tout d'abord se consacrer à la batterie, a commencé à jouer de la guitare dans des groupes locaux près de la base aérienne américaine de Yokota à Fussa, Tokyo, jouant des reprises de chansons de groupes de rock dont Van Halen.
Kaori Mochida a débuté bébé dans une publicité pour des couches, sa mère espérant qu'elle entre un jour dans l'industrie du divertissement. En 1991, à 13 ans, elle rejoint le groupe féminin d'idols Kuro Buta All-Stars. L'expérience n'est pas convaincante mais lui permet d'enregistrer un single contenant deux chansons, Môichido et une reprise de la chanteuse et compositrice Mariya Takeuchi, avant de signer avec le label Avex Trax.
Mitsuru Igarashi, alors producteur musical du label, souhaitait justement former un groupe en duo avec lui au clavier et une chanteuse ; impressionné par la voix douce et forte de Mochida malgré sa jeunesse, il lui propose la place, et pour sortir un premier single s'adjoint les services de son ami Ito, qui travaillait alors comme réceptionniste au studio.

### Carrière
Le premier single Feel My Heart sort en 1996 et est un succès, qui pousse Igarashi à garder le groupe sous la forme d'un trio.
Le premier album studio, intitulé Everlasting, sort l'année suivante et est un grand succès qui se classe 1er des ventes à l'Oricon ; il se vend à près de deux millions d'exemplaires, et restera le troisième album le plus vendu du groupe. Dans la foulée, le quatrième single For the Moment est le premier du groupe à se classer numéro 1 à l'Oricon.
Le deuxième album studio intitulé Time to Destination sort en 1998 ; c'est l'un des albums les plus vendus de cette année-là, et l'album le plus vendu du groupe, avec plus de 3 500 000 exemplaires vendus, ce qui en fait le 10e album le plus vendu de tous les temps au Japon. Cet album contient la chanson du single qui restera le plus vendu du groupe, Time Goes By, une ballade qui se vend à plus d'un million d'exemplaires.
Mais l'auteur-compositeur du groupe Mitsuru Igarashi le quitte en 2000, peu après la sortie du 14e single Sure, pour produire un nouveau groupe, day after tomorrow, laissant ELT continuer en duo sous la seule direction de Mochida et Ito. Ce dernier dira que cette décision leur a été annoncée brusquement, les obligeant à rechercher une nouvelle direction musicale leur correspondant, sans les claviers et compositions d'Igarashi.
Mais le succès du groupe ne se dément pas, et son 17e single Fragile / Jirenma, sorti sur le jour de l'an de 2001, restera son deuxième single le plus vendu avec 829 580 exemplaires.
La popularité du groupe diminue au fil des années suivantes, mais contrairement à des groupes similaires de cette période (comme day after tomorrow dissous après seulement trois années d'activité de 2002 à 2005), ELT reste l'un des rares groupes issu des années 1990 à demeurer en activité, avec globe et Dreams Come True.

### Activité récente
ELT ne sort que deux singles en 2004, et seulement un seul en 2005, le soft rock Kimi no Te, ainsi qu'un album de compilation acoustique, Acoustic : Latte.
En 2004 et 2005, lors du Commonoplace Tour, Mochida souffre d'une bronchite qui l'oblige à changer son style de chant lors de la tournée ainsi que sur l'album Crispy Park, publié le 9 août 2006, jour du 10e anniversaire de la formation du groupe.
Le style de chant de Mochida a légèrement changé sur chaque album, passant d'une voix apaisante et claire à une voix haute.
Une tournée de concerts a suivi le dixième anniversaire en 2006-2007. La chanson du 31e single Swimmy a été la chanson-thème de la série télévisée Kekkon Dekinai Otoko en octobre 2006.  
Le 8e album Door, publié le 5 mars 2008, a culminé à la deuxième place du classement de l'Oricon.
Kaori Mochida commence une carrière en solo parallèle en 2009, sortant son premier album intitulé Moka.
Le groupe enregistre la chanson Sora en 2011 pour le 14e film tiré de la série pokémon.

## Membres
Membres actuels
- Kaori Mochida (持田香織?, née le 24 mars 1978) - chanteuse
- Ichirō Itō (伊藤一朗?, né le 10 novembre 1967) - guitariste

Ex-membre
- Mitsuru Igarashi (五十嵐 充?, né le 17 mai 1969) - claviériste et compositeur

## Discographie
| 1. 9 avril 1997 : Everlasting 2. 15 avril 1998 : Time to Destination 3. 15 mars 2000 : Eternity 4. 22 mars 2001 : 4 Force 5. 19 mars 2003 : Many Pieces 6. 10 mars 2004 : Commonplace 7. 9 août 2006 :Crispy Park 8. 5 mars 2008 : Door 9. 24 mars 2010 : Change 10. 21 septembre 2011 : Ordinary 11. 19 février 2014 : Fun-Fare 12. 23 septembre 2015 : Tabitabi 1. 31 mars 1999 : Every Best Single +3 2. 5 décembre 2001 : Every Ballad Songs 3. 10 septembre 2003 : Every Best Single 2 4. 16 février 2005 : Acoustic : Latte 5. 14 février 2007 : 14 Message: Every Ballad Songs 2 6. 23 décembre 2009 : Every Best Single: Complete 7. 4 décembre 2010 : Complete Best Vol.1 8. 4 décembre 2010 : Complete Best Vol.2 9. 14 janvier 2015 : Every Cheering Songs 1. 17 septembre 1997 : The Remixes 2. 18 novembre 1998 : The Remixes II 3. 5 septembre 2001 : Super Eurobeat Presents Euro Every Little Thing 4. 27 février 2002 : Cyber Trance Presents ELT Trance 5. 27 février 2002 : The Remixes III: Mix Rice Plantation Coffrets de vinyles 1. 19 décembre 1997 : The Remixes - Analog Box Set 2. 16 juin 1999 : The Remixes II - Analog Set | 1. 7 août 1996 : Feel My Heart 2. 23 octobre 1996 : Future World 3. 22 janvier 1997 : Dear My Friend 4. 4 juin 1997 : For the Moment 5. 6 août 1997 : Deatta Koro no Yō ni 6. 22 octobre 1997 : Shapes of Love / Never Stop! 7. 7 janvier 1998 : Face the Change 8. 11 février 1998 : Time Goes By 9. 17 juin 1998 : Forever Yours 10. 30 septembre 1998 : Necessary 11. 27 janvier 1999 : Over and Over 12. 3 mars 1999 : Someday, Someplace 13. 1er janvier 2000 : Pray / Get Into a Groove 14. 16 février 2000 : Sure 15. 14 juin 2000 : Rescue Me / Smile Again 16. 18 octobre 2000 : Ai no Kakera 17. 1er janvier 2001 : Fragile / Jirenma 18. 21 février 2001 : Graceful World 19. 17 octobre 2001 : Jump 20. 15 mai 2002 : Kiwoku 21. 16 août 2002 : Sasayaka na Inori 22. 18 décembre 2002 : Untitled 4 Ballads 23. 12 mars 2003 : Grip! 24. 30 juillet 2003 : Fundamental Love 25. 12 novembre 2003 : Mata Ashita 26. 25 février 2004 : Soraai 27. 15 décembre 2004 : Koibumi / Good Night 28. 26 octobre 2005 : Kimi no Te 29. 15 mars 2006 : Azure Moon 30. 14 juin 2006 : Hi-Fi Message 31. 30 août 2006 : Swimmy 32. 8 août 2007 : Kirameki Hour 33. 31 octobre 2007 : Koi wo Shiteiru / Fuyu ga Hajimaru yo 34. 13 février 2008 : Sakurabito 35. 27 août 2008 : Atarashi Hibi / Ōgon no Tsuki 36. 23 septembre 2009 : Dream Goes On 37. 18 novembre 2009 : Tsumetai Ame 38. 24 février 2010 : Change 39. 23 février 2011 : Star 40. 23 février 2011 : Moon 41. 13 juillet 2011 : Sora / Koe 42. 24 août 2011 : Ai ga Aru 43. 7 décembre 2011 : Landscape 44. 20 février 2013 : On and On 45. 10 avril 2013 : Harinezumi no Koi 46. 22 avril 2015 : ANATA TO 47. 4 novembre 2015 : KIRA KIRA / AKARI 48. 21 septembre 2016 : Mainichi. Singles numériques 1. 24 août 2013 : Aquamarine no Mama de Ite 2. 24 septembre 2014 : RUN FOR |

### Vidéos (DVD)
- The Video Compilation (8 clips)
- Every Little Thing concert tour '98
- Every Little Thing Concert Tour Spirit 2000
- Ai no Kakera (愛のカケラ?)
- The Video Compilation II (7 clips)
- fragile - Graceful World
- Concert Tour 2001 4 FORCE
- The Video Compilation I & II
- Best Clips
- nostalgia
- The Video Compilation  III
- every little thing : 2003 tour Many Pieces
- every little thing commonplace tour 2004-2005
- The Video Compilation IV
- Every Little Thing Concert Tour 2006-2007 Crispy Park